# Alfred Mézières
Pour les articles homonymes, voir Mézières.
Alfred Jean Mézières, né le 19 novembre 1826 à Réhon (alors en Moselle, aujourd'hui en Meurthe-et-Moselle) et mort le 10 octobre 1915 dans la même commune, est un universitaire, écrivain, historien de la littérature, journaliste et homme politique français.

## Biographie

### Origines
Alfred Mézières est le fils d'un recteur de l'académie de Metz et d'une fille d'officier du génie.

### Formation
Alfred Mézières fait ses études au collège de Metz puis à l'École normale supérieure, où il entre en 1845. Il est reçu troisième à l'agrégation de lettres en 1848.
Il participe à la révolution de 1848 comme aide de camp des généraux Jacques Léonard Clément-Thomas et Jean Baptiste Fidèle Bréa, qui meurt pendant les journées de juin[réf. nécessaire].
Le 13 juillet 1853, il soutient ses deux thèses de doctorat ès lettres à la Faculté de Paris. La première, en français, porte sur les œuvres politiques de Paul Paruta. La deuxième, en latin, traite des fleuves de l'enfer. De 1861 à 1896, il participe à de nombreuses soutenances de thèses de doctorat, en qualité de membre du jury.

### Activités professionnelles
Mézières est nommé à l'École française d'Athènes en 1849, avant de passer son doctorat de lettres et de devenir professeur de rhétorique au lycée de Toulouse en 1853.
La faculté des lettres de Nancy le charge d’un cours de littérature étrangère en 1854, puis il est chargé provisoirement du cours de littérature étrangère à la Sorbonne de 1861 à 1863, où il devient par la suite professeur de littérature étrangère (il parle plusieurs langues dont l'italien, l'anglais et l'allemand). Il publie des études sur Shakespeare, Pétrarque, Dante et Goethe.
Il est élu à l'Académie française le 29 janvier 1874. Il représente l'université de Paris aux jubilés de Shakespeare en 1864 et de Dante en 1865. Il préside également le collège des conservateurs du musée Condé à Chantilly.
Journaliste, il participe à la fondation du journal Le Temps en 1864 et préside l'association des journalistes parisiens. Il collabore également avec la Revue des Deux Mondes.
Il sert comme officier dans un bataillon de marche pendant la guerre franco-allemande de 1870.

### Parcours politique

#### Élu local
En 1874, Alfred Mézières est élu conseiller général dans le canton de Longwy en tant que républicain modéré. Il est président du conseil général de Meurthe-et-Moselle de 1889 à 1892 puis de 1898 à 1906. Il reste conseiller général pendant plus de 40 ans, jusqu’à sa mort.

#### Député de Meurthe-et-Moselle
Proche du Centre gauche, il se présente aux élections législatives de 1877 dans l’arrondissement de Briey, mais il est battu de justesse par le député conservateur sortant, Étienne de Ladoucette. En 1881, à nouveau candidat dans le même arrondissement — où ne se représente pas Étienne de Ladoucette, qui a opté pour les Ardennes —, il est élu député de Meurthe-et-Moselle,.
À la Chambre des députés, où il est constamment réélu jusqu’à son élection au Sénat en 1900, Alfred Mézières s'intéresse surtout aux questions littéraires, industrielles et militaires. Il préside d’ailleurs la commission de l'armée de la Chambre en 1898.
Attaché à sa terre natale annexée, il participe à la création de la Ligue des patriotes mais s’éloigne de Paul Déroulède en 1886[réf. nécessaire]. Durant l'affaire Dreyfus, il est tout de même contre la révision du procès et s’oppose au gouvernement de Waldeck-Rousseau.

#### Sénateur de Meurthe-et-Moselle
En 1900, il est élu sénateur de Meurthe-et-Moselle à la faveur d'une élection partielle ; à la Chambre, il est remplacé par son disciple, Albert Lebrun, qu'il lance en politique. Il continue de travailler sur les questions militaires et vote contre la loi de séparation des Églises et de l'État, ce qui le conduit à se rapprocher de la droite.
Réélu en 1906, il devient vice-président de la commission de l'armée du Sénat. Il est particulièrement actif dans les cercles universitaires parisiens ainsi que dans ceux de la presse et des affaires : il siège au conseil d'administration du Crédit foncier, de l'Urbaine-accidents, de l'Urbaine-vie et de l'Urbaine-incendie.
Malade, il se rend moins souvent au Sénat à partir de 1910, mais soutient le gouvernement de Raymond Poincaré et son élection à la présidence de la République.

### Détention et mort durant le conflit mondial
À l’été 1914, alors que la guerre mondiale éclate, Alfred Mézières installe un dispensaire dans sa propriété de son village natal de Réhon. En septembre 1914, les Allemands occupent sa maison et lui interdisent de rentrer à Paris. Durant quatorze mois et malgré les interventions d'ambassadeurs de pays neutres, en particulier ceux d'Espagne en Allemagne, il est retenu en otage. Le 3 octobre 1915, il est autorisé à partir en échange d'un consul allemand prisonnier.

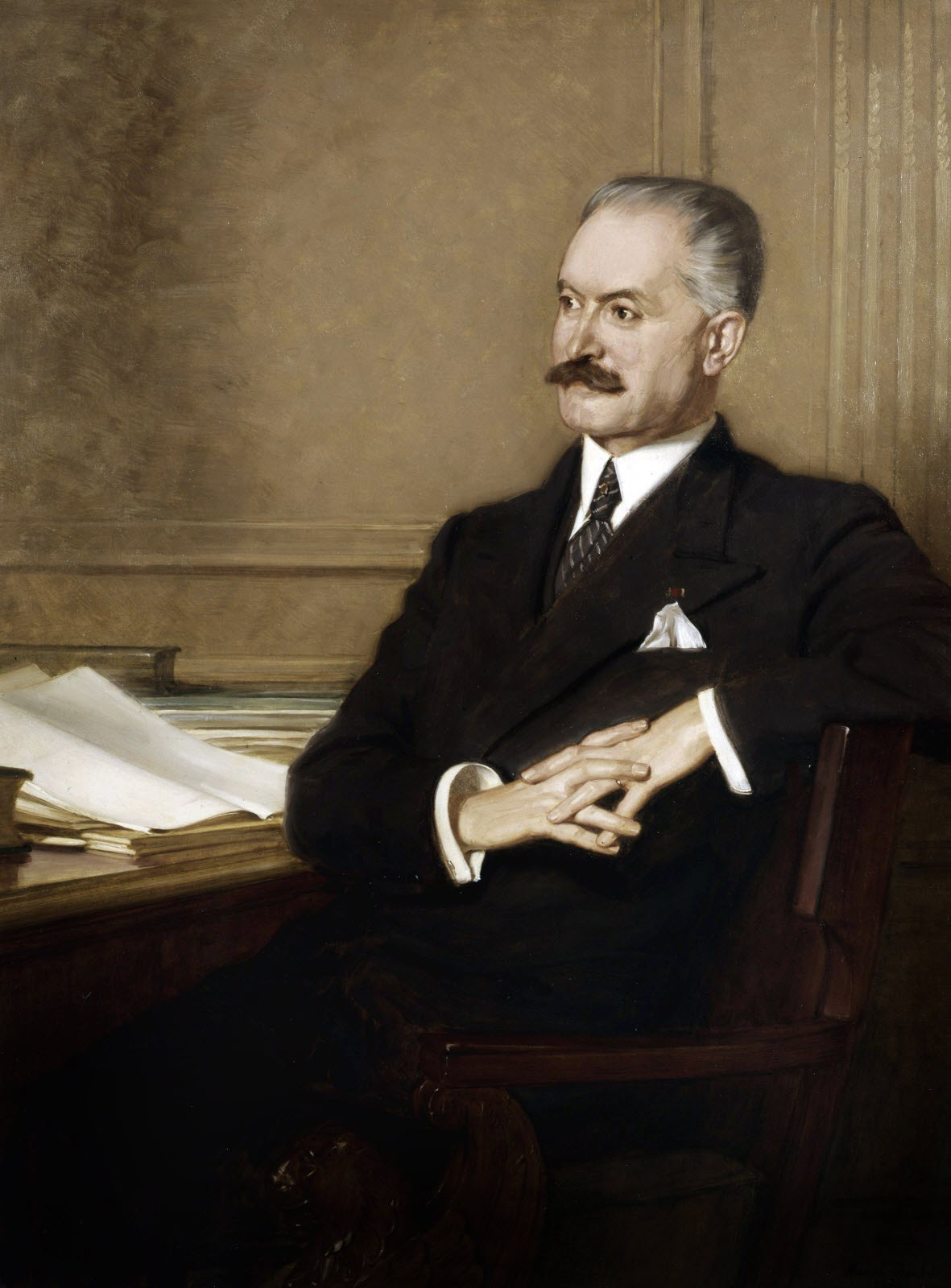
Albert Lebrun, protégé d’Alfred Mézières, à qui il succède comme député en 1900, président du conseil général de Meurthe-et-Moselle en 1906, sénateur en 1920, avant d’être élu à la présidence de la République en 1932.

Il meurt quelques jours plus tard, le 10 octobre 1915, alors qu’il est le doyen d'âge et d'élection de l'Académie française. Il est remplacé au Sénat, en 1920, par Albert Lebrun.

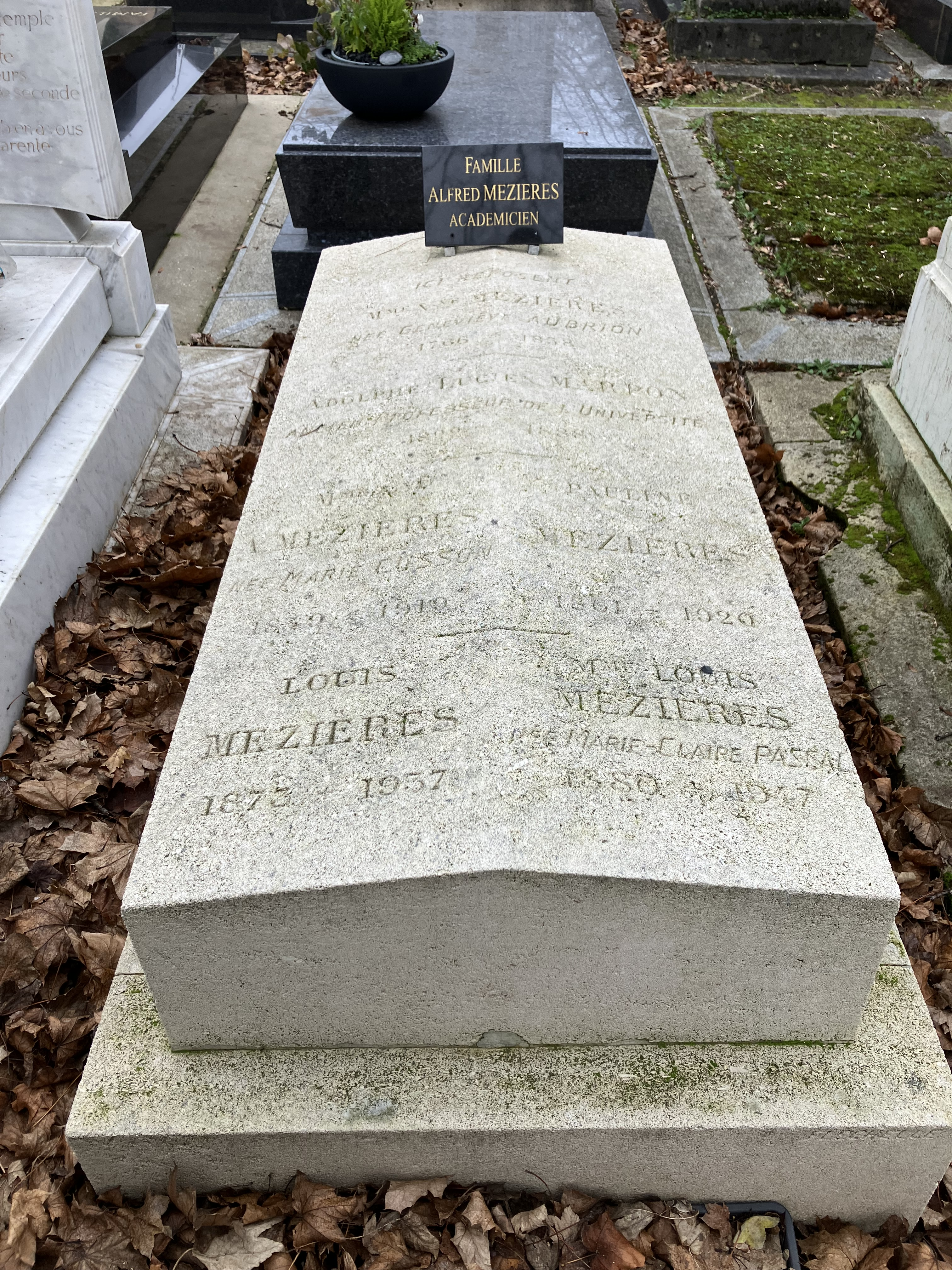
Tombe au cimetière du Montparnasse.

Il repose dans la première division du cimetière du Montparnasse (Paris).

## Œuvres
- De Fluminibus inferorum, thesim proponebat Facultati litterarum parisiensi (1853), thèse de doctorat ès lettres
- Étude sur les œuvres politiques de Paul Paruta (1853)[9], thèse de doctorat ès lettres
- Mémoires sur le Pélion et l'Ossa (1853)[10]
- Description de la Laconie (1853)
- Shakespeare, ses œuvres et ses critiques (1860)[11]
- Prédécesseurs et contemporains de Shakespeare (1863)[12]
- Contemporains et successeurs de Shakespeare (1864)[13]
- Le Jubilé de Shakespeare, souvenirs de Stratford-sur-Avon (1864)
- Dante et l'Italie nouvelle (1865)[14]
- Pétrarque (1868)[15]
- La Société française : le paysan, l'ouvrier, la bourgeoisie ; l'aristocratie ; les femmes, études morales sur le temps présent (1869) [16]
- Le Siège de Strasbourg en 1870 (1870)
- Récits de l'invasion : Alsace et Lorraine (1871) [17]
- W. Goethe : Les œuvres expliquées par la vie (1872-1873)[18]
- Éducation morale et instruction civique à l'usage des écoles primaires (1883)[19]
- En France, XVIIIe et XIXe siècles (1883)
- Hors de France. Italie, Espagne, Angleterre, Grèce moderne (1883, 1907) [20]
- Le Collège Sainte-Barbe et les réformes universitaires (1885)
- Morale et Patrie, lectures à l'usage des écoles primaires (1885) en collaboration avec Charles Rinn[21]
- Vie de Mirabeau (1892)[22]
- Morts et Vivants (1897)
- Au temps passé (1906)[23]
- Hommes et femmes d'hier et d'avant-hier (1907)
- Silhouettes de soldats (1907)
- De tout un peu (1909)
- Sites délaissés d'Orient (1911)
- Ultima verba (1914)

## Hommages et postérité
Le lycée public général et technologique de Longwy lui est dédié ainsi qu'une rue de Nancy où est localisé le Collège d'Enseignement Secondaire (CES), qui porte son nom. Un collège porte également son nom dans la commune de Jarny (Meurthe-et-Moselle).

## Décorations
- Officier de la Légion d'honneur (9 août 1877)
- Chevalier de la Légion d'honneur (12 août 1865)
- Chevalier de l'ordre du Sauveur
- Chevalier de l'ordre des Saints-Maurice-et-Lazare